# 酢酸トリフェニルスズ
酢酸トリフェニルスズ（英: fentin-acetate）は化学式C20H18O2Snで表される有機スズ化合物。

## 用途
日本では1961年4月27日に農薬登録。農業用殺菌剤として、ジャガイモやテンサイの病害防除に使われたが、1990年8月24日に登録が失効した。当時の商品名には「アブレスタン」などがあった。ヨーロッパでは以前は水田や養殖池のカタツムリの駆除に使われたが、現在では欧州連合により使用が禁止されている。

## 安全性
日本の毒物及び劇物取締法では、2%以下の製剤を除き劇物に指定されている。半数致死量（LD50）はラットへの経口投与で140~298mg/kg、ラットへの経皮投与で10,000mg/kg以上。目に入ると強い損傷を与える。動物実験では、胎児に影響を与えることが確認された。ヒトに対しては頭痛、吐き気など中枢神経系の症状や気道への刺激性が見られる。
化学物質の審査及び製造等の規制に関する法律 (化審法) 昭和四十八年 法律百十七号 第二条 3により第二種特定化学物質として指定されている。